# 彭佳学
彭佳学（1965年5月24日—），男，汉族，安徽潜山人，中华人民共和国政治人物。武汉水利电力学院农水系农田水利工程专业毕业，研究生学历，是中共第二十届中央候补委员。曾任浙江省海洋与渔业局局长、党组书记，中共绍兴市委书记，浙江省人民政府副省长等职务，现任中共浙江省委常委、宁波市委书记，浙江省人大常委会党组副书记、副主任。

## 生平
1987年6月加入中国共产党，1989年7月参加工作。曾担任浙江省水电建设投资总公司筹备组副组长，省水利厅规划计划处副处长、处长，省水利厅副厅长、党组成员，温州市委常委、常务副市长，省水利厅副厅长、党组副书记等职务。
2013年3月，任浙江省海洋与渔业局局长、党组书记。
2015年10月，任中共绍兴市委书记。
2018年1月，当选为浙江省人民政府副省长。2018年2月，不再兼任中共绍兴市委书记一职。
2021年1月，任中共浙江省委常委、宁波市委书记。
2025年1月，任浙江省人大常委会党组副书记、副主任。